# HMS A1
El HMS A1 fue el primer submarino de diseño británico de la Marina Real Británica y el primero en sufrir bajas mortales.
Fue el primer buque de la clase A y el único que tenía un solo tubo lanzatorpedos en la proa. Se hundió dos veces: la primera en 1904, cuando se convirtió en el primer submarino siniestrado, con la pérdida de todos sus tripulantes; sin embargo, fue recuperado, pero volvió a hundirse en 1911, esta vez cuando no tenía tripulación. El pecio se descubrió en 1989 y fue protegido en virtud de la Ley de Protección de Pecios en 1998. El pecio está gestionado por Historic England.

## Hundimiento

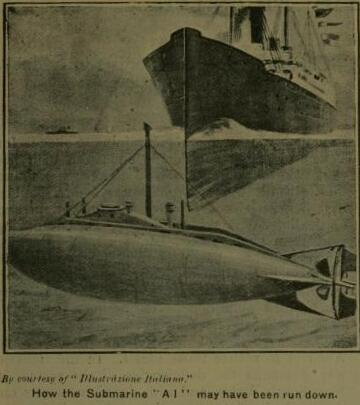
Dibujo del accidente, 1904.

Fue hundido accidentalmente en el Solent el 18 de marzo de 1904 mientras realizaba un ataque de práctica contra el crucero protegido HMS Juno al ser alcanzado en el lado de estribor de la torre de mando por un vapor correo, el SS Berwick Castle, que se dirigía de Southampton a Hamburgo. Se hundió a sólo 12 metros de profundidad, pero el submarino se inundó y toda la tripulación murió ahogada. Una de las consecuencias fue que todos los submarinos de la Royal Navy posteriores fueron equipados con una escotilla estanca en la parte inferior de la torre de mando.
Fue izado el 18 de abril de 1904, reparado y reincorporado al servicio. Tras una explosión de gasolina en agosto de 1910, fue convertido en banco de pruebas para el Comité Antisubmarino del Almirantazgo. Se perdió un año después cuando navegaba sumergido pero sin tripulación y con piloto automático. Aunque en aquel momento se conocía la posición de su hundimiento, todos los esfuerzos por localizarlo fueron infructuosos. 
No fue hasta 1989 cuando un pescador local descubrió el pecio en la bahía de Bracklesham (Chichester), a unos 8 km de distancia. Se cree que sólo estaba parcialmente inundado cuando se hundió y que la flotabilidad parcial resultante hizo que el pecio se moviera con las fuertes corrientes locales. El pecio fue designado en virtud de la Ley de protección de pecios el 26 de noviembre de 1998 y se volvió a designar para ampliar la zona cubierta el 5 de octubre de 2004.